# Nicòmac (poeta còmic)
Nicòmac (en llatí Nicomachus, en grec antic Νικόμαχος "Nikómakhos") fou un poeta còmic grec contemporani de Ferècrates, cap a l'any 420 aC.
Ateneu de Naucratis, que l'anomena ῥυθμικὸς ("rítmic"), li assigna l'autoria de la comèdia Χείρων. Valeri Harpocració diu que va serl'autor de Μεταλλεῖς, una comèdia que normalment és assignada a Ferècrates per altres autors.